# قاي وليامز
قاي وليامز (بالإنجليزية: Guy Williams)‏ هو سياسي كندي، ولد في 7 أكتوبر 1907، وتوفي في 31 ديسمبر 1992. حزبياً، نشط في الحزب الليبرالي الكندي. وقد انتخب عضو مجلس الشيوخ الكندي.